# فرودگاه آبی اسپریندیلی/استخر دیویس
فرودگاه آبی اسپریندیلی/استخر دیویس (به انگلیسی: Springdale/Davis Pond Water Aerodrome) یک فرودگاه خصوصی است که یک باند فرود آب دارد. این فرودگاه در کشور کانادا قرار دارد و در ارتفاع ۲۴ متری از سطح دریا واقع شده است.